# Kehlen (Schwäbische Alb)
Der Kehlen ist mit 1001 m ü. NHN der elfthöchste Berg der Schwäbischen Alb, sein Gipfel liegt oberhalb von Gosheim im Landkreis Tuttlingen. Er gehört zur Region der 10 Tausender und zum Großen Heuberg. Mit dem Hummelsberg (1002 m) und dem Hochwald (1002 m) bildet der Kehlen eine Bergkette. Bekannt ist der Berg für seine hervorragende Aussichtsmöglichkeit.
Markant ist seine nach Südwesten gerichtete, fast 100 m hohe Felswand mit darunterliegenden Geröllhalden, auf dessen höchsten Punkt direkt am Albtrauf das sogenannte „Weiße Kreuz“ steht. Es wird nachts beleuchtet und ist damit bis weit von der Baar bzw. dem Albvorland aus sichtbar.

## Aufstieg
Der Gipfel des Kehlen wird vom Donauberglandweg, einem Prädikatswanderweg, erfasst. Von Wehingen aufsteigend erreicht man ihn nach dem steilen Bergpfad Knieschnäpperle und dem Hochwaldgipfel. 
Von Gosheim aus führt die bis zu 18 % steile Heubergstraße auf die Hochfläche, es werden dabei auf kürzester Strecke fast 150 Höhenmeter überwunden. Knapp 100 Meter vom Gipfel entfernt gibt es einen Wanderparkplatz mit Informationstafel, welcher kurz nach der Passhöhe (inoffiziell Kehlenpass genannt, 980 m ü. NN) zu erreichen ist. Bis zum Kehlen sind über einem Wanderpfad nur noch wenige Höhenmeter zu überwinden. 

## Aussicht und Ausstattung
Der Kehlen bietet aufgrund der spärlichen subalpinen Vegetation aus krüppelwüchsigen Fichten, Bergkiefern und Wacholdersträuchern eine ungehinderte Aussicht auf die Baarhochebene und das Albvorland, sowie zum Schwarzwald, an günstigen Tagen reicht die Fernsicht bis zu den Berner Alpen. Auf dem Gipfel befindet sich auch eine Schautafel, die den Aussicht vom Berg erläutert.
Wegen der großen Steilheit ist der Gipfel mit Stahldrähten gegen Abstürze gesichert, ebenfalls befindet sich ein Hinweis der Bergwacht Donau-Heuberg auf dem Berg.
Auf der Bergwiese direkt an der Steilkante gibt es einen Rastplatz mit Grillmöglichkeit.

## Galerie

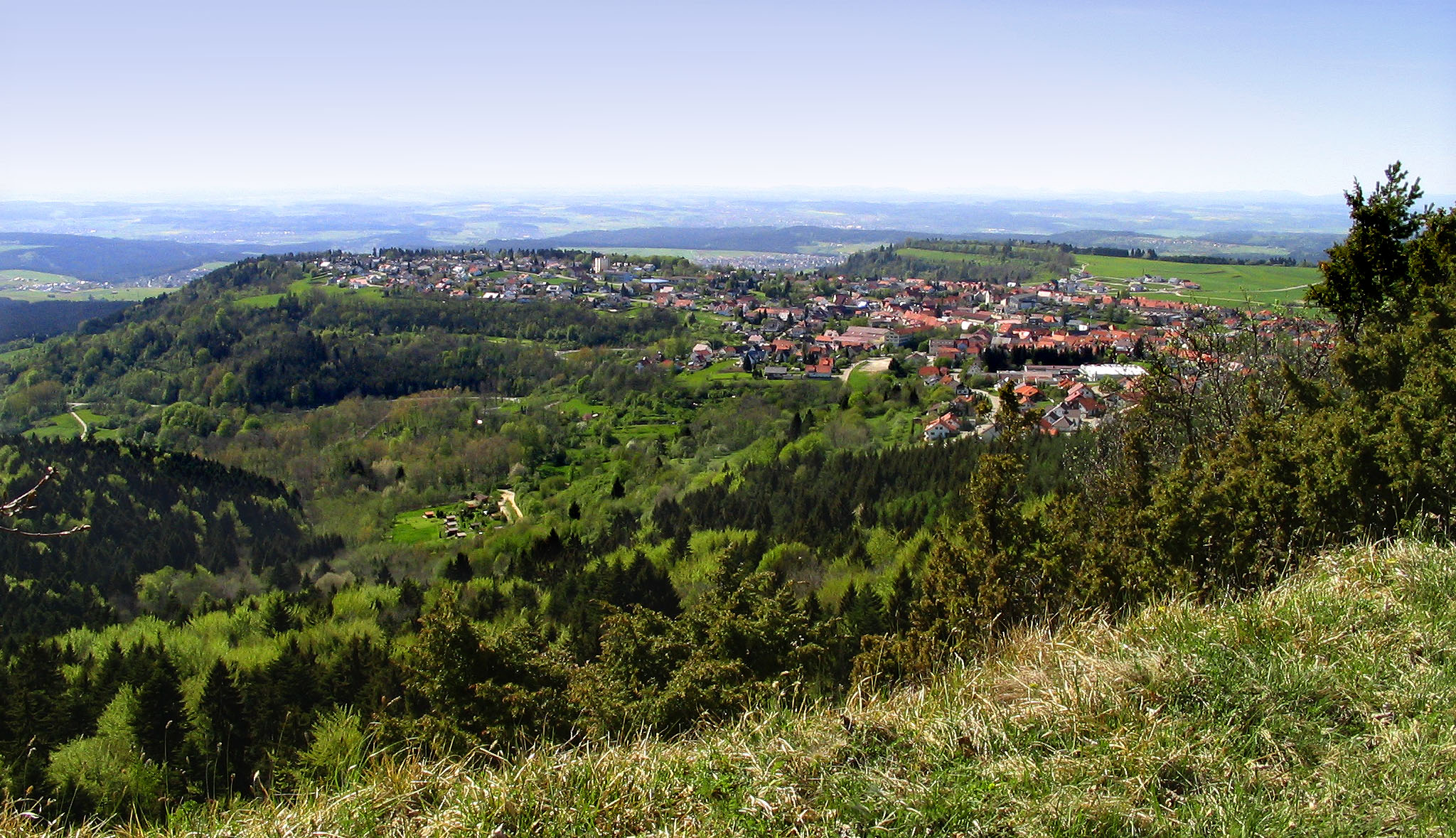
Blick vom Kehlen auf Gosheim
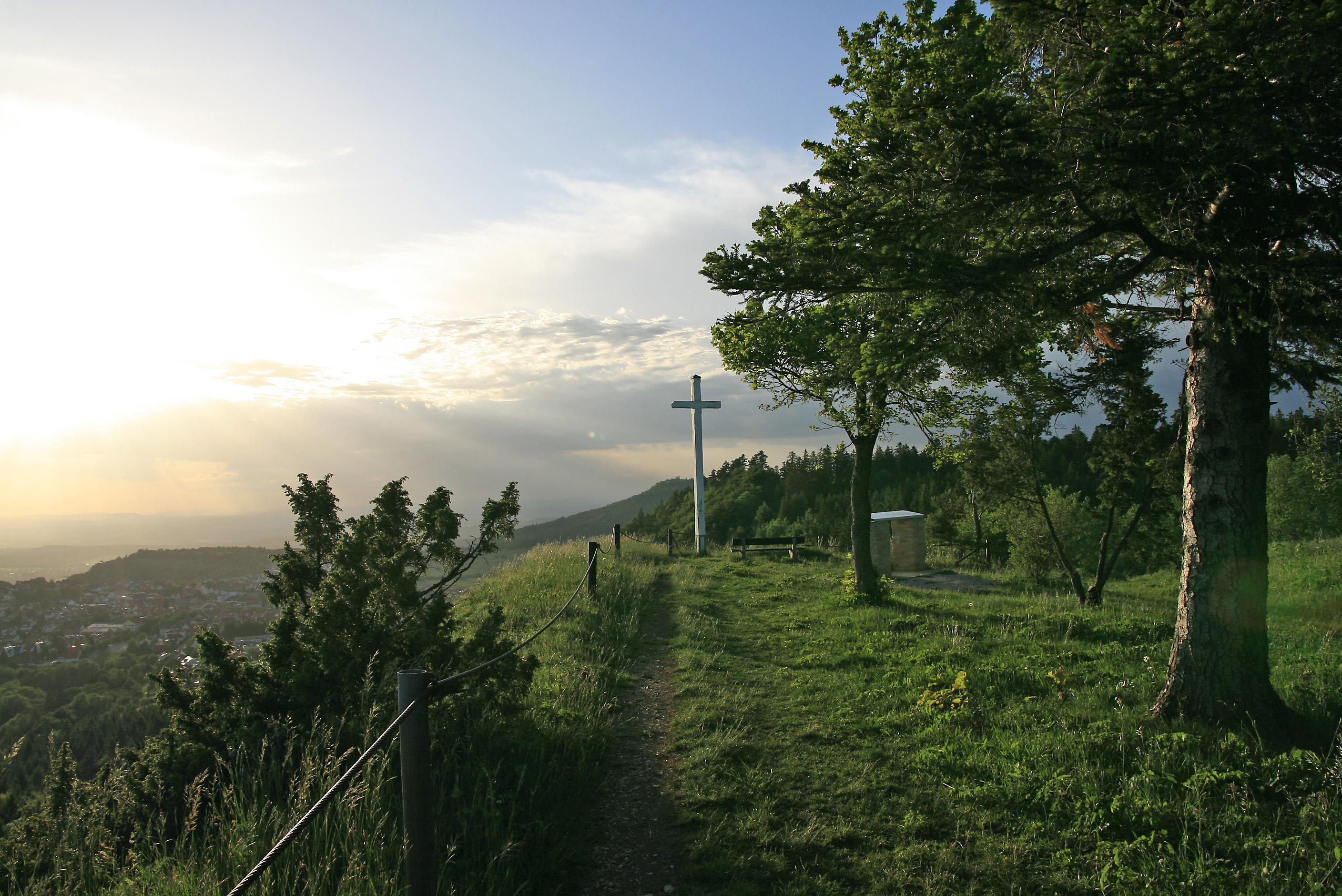
Auf dem Kehlengipfel, mit Weißem Kreuz und Schautafel
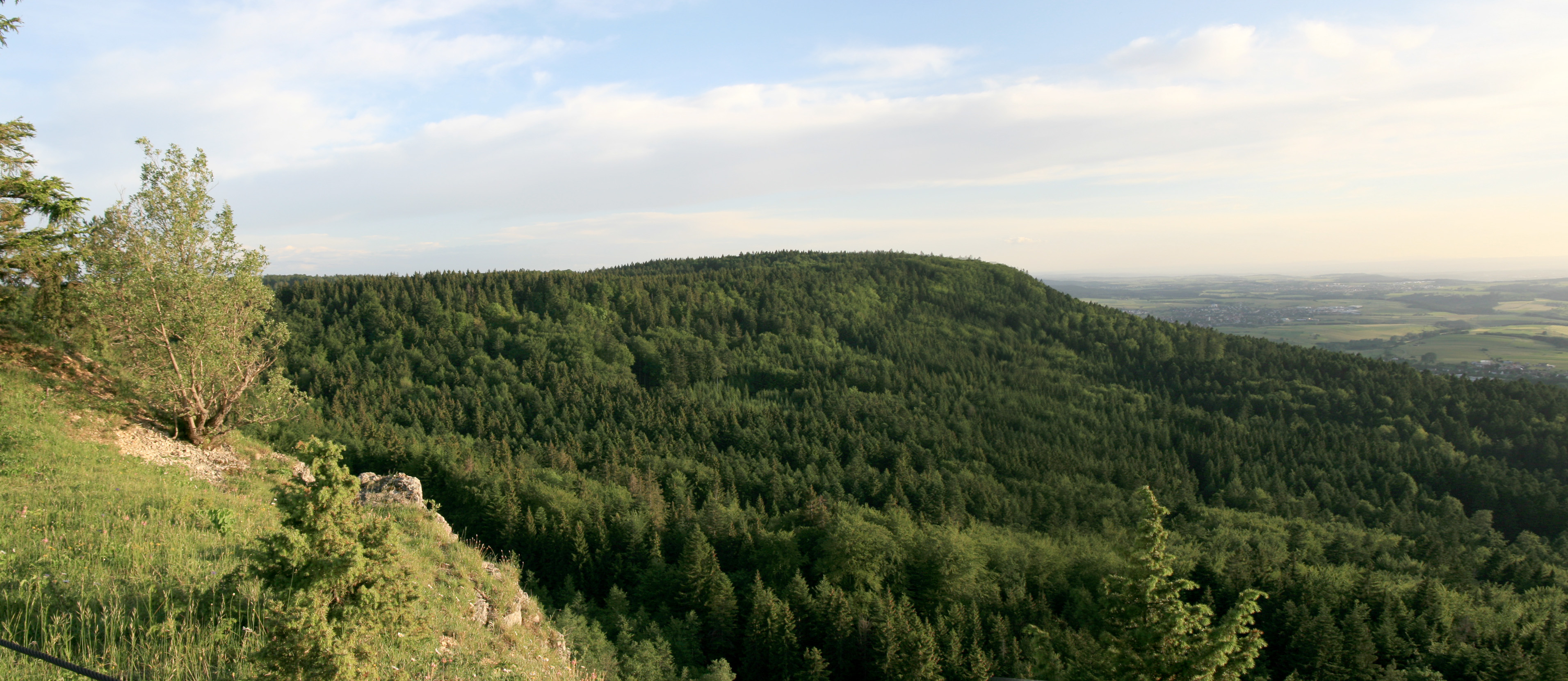
Blick vom Kehlen zum Hummelsberg und die Baar im Hintergrund
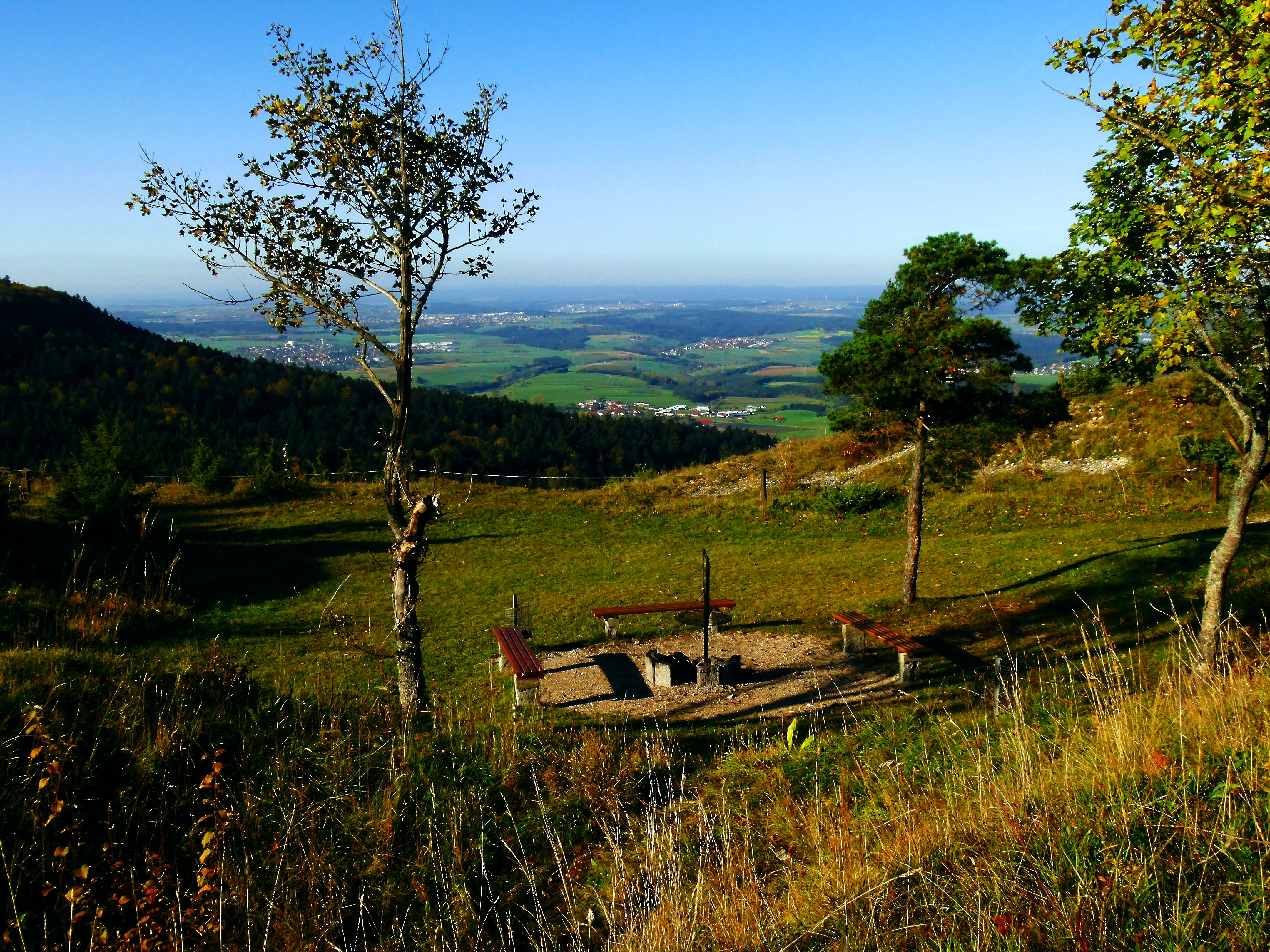
Grillstelle direkt am Albtrauf